# Orquestra Boston Pops
A Orquestra Pops de Boston (em inglês:  Boston Pops Orchestra) é um orquestra norte-americana que foi fundada em 1885 como uma subsidiária da Orquestra Sinfônica de Boston, sendo ambas baseadas em Boston.

## História do Pops

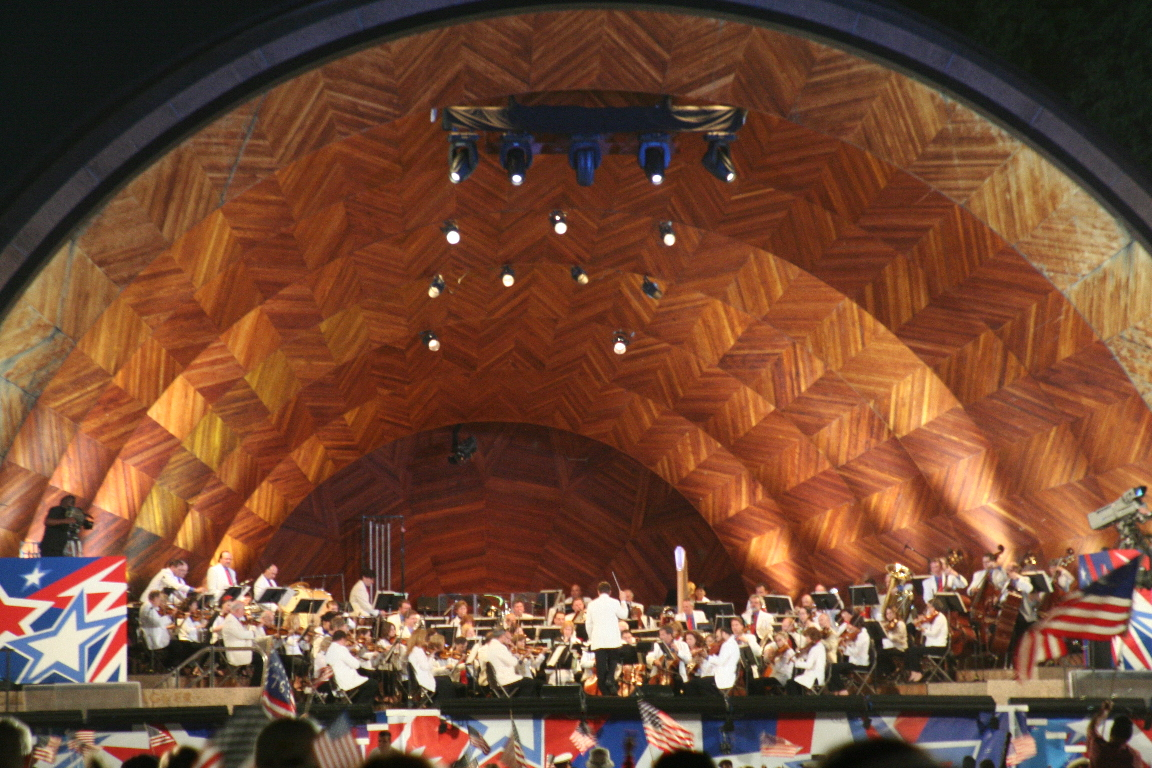
Orquestra Pops de Boston em 2005.

Em 1881, Henry Lee Higginson, o fundador da Orquestra Sinfônica de Boston, escreveu sobre seu desejo de apresentar em Boston "concertos de um leve tipo de música". Então a Orquestra Pops de Boston foi fundada para apresentar este tipo de música ao público, com o primeiro concerto realizado em 1885. Chamado de "Concerto de Passeio" eles duraram até 1900, eram performances de música clássica "leve".
A Orquestra não tinha um maestro próprio até o ano de 1930, quando Arthur Fiedler começou seu mandato. Fiedler trouxe uma aclamação mundial à orquestra. Ele sempre foi infeliz com a reputação de que a música clássica era para a elite aristocrática, e sempre fez esforços para levar a música clássica a um público vasto. Sempre promoveu concertos gratuitos em Boston, assim aos poucos foi popularizando a música clássica na região.
Sob sua direção a orquestra fez inúmeras gravações campeãs de vendas, arrecadando um total superior a US$ 50 milhões. As primeiras gravações da orquestra foram feitas em Julho de 1935 para a RCA Victor, incluindo a primeira gravação completa da Rhapsody in Blue de Gershwin.
Fiedler também é lembrado por ter começado a tradição anual da orquestra se apresentar no Quatro de Julho (Independência dos Estados Unidos) na praça da Esplanada, uma das celebrações mais aclamadas, que conta com um público entre 200 e 500 mil pessoas. 
Após a morde de Fiedler, em 1979, John Williams tomou o cargo, em 1980. Williams continuou com a tradição de levar a música clássica ao público mais vasto. Ele ficou no cargo até 1994, quando passou para Keith Lockhart em 1995, ele ainda continua a frente da Pops, acrescentando um toque de extravagância e um dom para o drama. Williams continua sendo maestro laureado e realiza uma semana de concertos por ano.

## Diretores musicais e Maestros
- 1885; 1887–1889 Adolf Neuendorff
- 1886 John C. Mullaly
- 1887 Wilhelm Rietzel
- 1888 Franz Kneisel
- 1891 Eugen Gurenberg
- 1891–1894; 1903–1907 Timothee Adamowski
- 1895 Antonio de Novellis
- 1896–1902; 1906–1907 Max Zach
- 1897 Leo Schulz
- 1908–1909 Arthur Kautzenbach
- 1909–1917 André Maquarre
- 1913–1916 Otto Urach
- 1913–1916 Clement Lenom
- 1915–1916 Ernst Schmidt
- 1916 Josef Pasternack
- 1917–1926 Agide Jacchia
- 1927–1929 Alfredo Casella
- 1930–1979 Arthur Fiedler
- 1980–1995 John Williams (Maestro Laureado 1994 - presente)
- 2002–2006 Bruce Hangen (Principal Maestro Convidado)
- 1995–Present Keith Lockhart